# Marie Hart
Marie Hart (geboren als Marie Hartmann 29. November 1856 in Buchsweiler, Frankreich; gestorben 30. April 1924 in Bad Liebenzell) war eine elsässische Schriftstellerin.

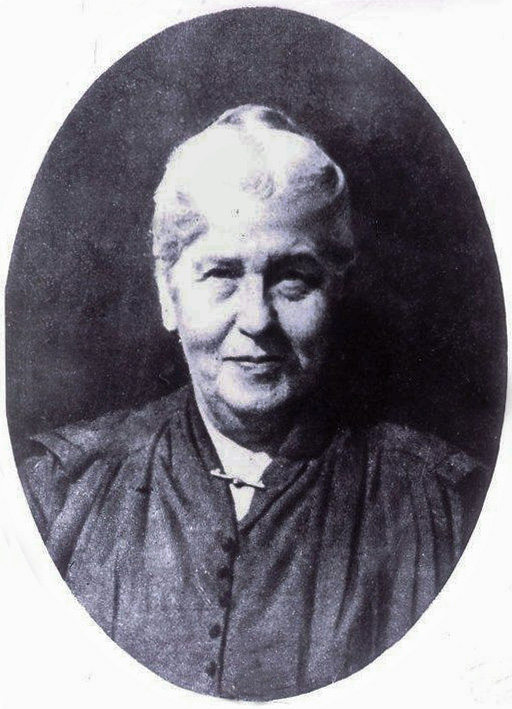
Marie Hart (ohne Datum)

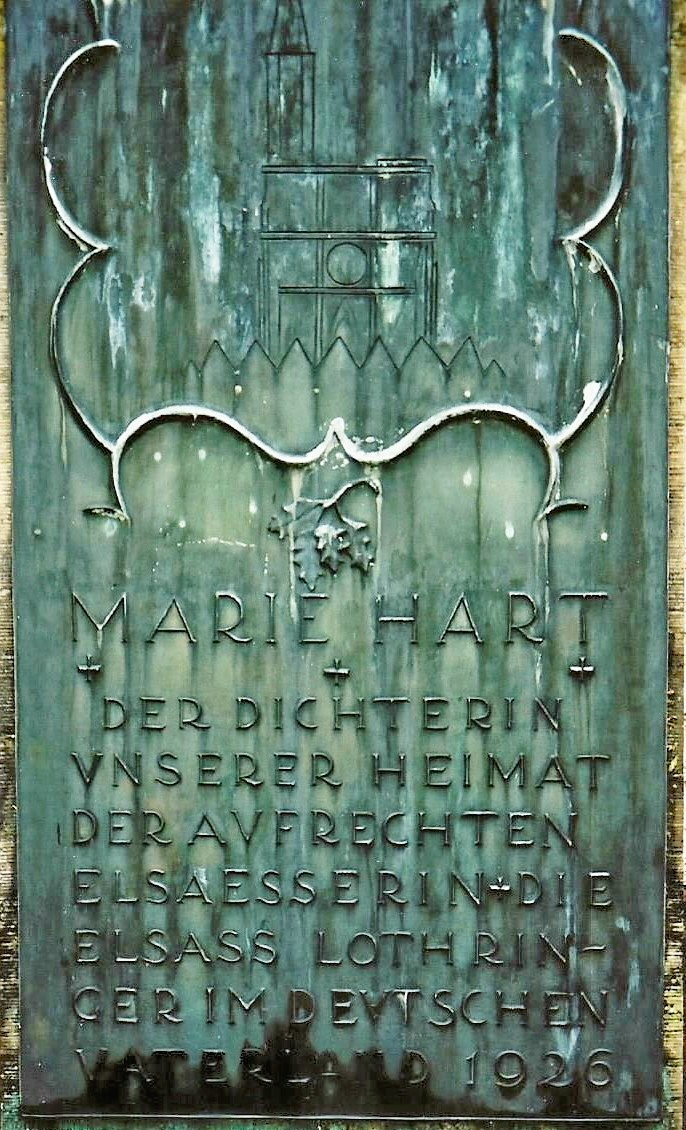
Gedenktafel in Bad Liebenzell (1926)

## Leben
Marie Hartmann war die zweite Tochter des Apothekers Louis Hartmann. Ihre Kindheit und Jugend in Buchsweiler schilderte sie später in dem Buch G'schichtlen un Erinnerungen üs de sechziger Johr (1911). 
1872 nahm sie ein Studium an der École Normale de Institutrices – der Lehrerinnenbildungsanstalt – in Straßburg auf. Ihre Ausbildung schloss sie 1874 in Nancy ab. Im Anschluss daran unterrichtete sie zwei Jahre lang Französisch in Dresden. In dieser Zeit führte sie ein Tagebuch auf Französisch und verfasste in dieser Sprache auch einige kleinere Erzählungen.
1882 heiratete sie den geschiedenen deutschen Offizier Alfred Kurr und zog mit ihm zunächst nach Mellau in Vorarlberg. Ab 1885 lebte das Ehepaar in Lützelhausen und ab 1895 in Freilassing, wo Marie Hart unter diesem Namen begann, in hochdeutscher Sprache zu schreiben. Später schrieb sie im elsässischen Dialekt.
1908 kehrte sie in ihren Heimatort zurück und eröffnete dort ein Schülerpensionat. Nach dem Ende des Ersten Weltkrieges wurde Alfred Kurr aus Frankreich ausgewiesen und Marie Hart zog mit ihm nach Bad Liebenzell. 
Im Kultur-Treff Bürgerhaus in Bad Liebenzell ist 1978 eine Marie-Hart-Stube eingerichtet worden. In Bad Liebenzell gibt es den Marie-Hart-Weg. Ihr Grab ist in unmittelbarer Nähe zur evangelischen Stadtkirche St. Blasius erhalten geblieben. Ein Teil ihres Nachlasses wurde von ihrer Tochter Charlotte Kurr der Universitätsbibliothek Frankfurt übergeben.

## Werke
- Drei G'schichten üs de sechziger Johr: Unseri Schwowevetter. Unseri Pariser. 's End vom Stilllewe. Heitz, Straßburg 1900 (Elsässische Volksschriften; 44).
- D'r Stadtnarr: Volksstück in 3 Aufzügen in elsässischer Mundart. Schlesier & Schweikhardt, Straßburg 1907.
- D'r Hahn im Korb: elsässische Novellen. Greiner & Pfeiffer, Stuttgart, ca. 1910.
- G'schichtlen un Erinnerungen üs de sechziger Johr. Greiner & Pfeiffer, Stuttgart, ca. 1911.
- D'r Herr Merkling un sini Deechter. Greiner & Pfeiffer, Stuttgart, ca. 1911.
- E Scheidungsg'schicht: Ebs allegorisches. Verband elsaß-lothringischer Studentenbünde. Berlin [ca. 1920].
- Ues unserer Franzosezit. Greiner & Pfeiffer, Stuttgart 1921.
- Elsässische Erzählungen. de Gruyter, Berlin, Leipzig 1922 (Elsaß-Lothringische Hausbücherei ; 5).
- Erinnerungsland. Greiner & Pfeiffer, Stuttgart 1923.
- Ues minre alte Heimet: aus dem Nachlaß. Auf Veranlassung des Wissenschaftlichen Instituts der Elsaß-Lothringer im Reich an der Universität Frankfurt a.M. hrsg. von Charlotte Kurr. Bernhard & Graefe, Berlin 1930.
- Gesammelte Werke, 5 Bände. Bernhard & Graefe, Berlin 1930.
- D'r poetisch Oscar. Gundershoffen 1937.